# Less
Computerprogrammet less er GNU-projektets udgave af programmet more. I modsætning til more giver less mulighed for at der kan bladres tilbage i filerne. Desuden kan man angive, hvor mange linjer, der skal bladres frem eller tilbage. Programmet understøtter også fritekstsøgning. 
Det er muligt at indstille mange ting, der påvirker brugen af less. Man kan eksempelvis vælge, hvilke taster, der skal bruges til de forskellige funktioner. Som standard virker less stort set som vi, hvad angår bladring og søgning.
Man kan definere en præ-proces til less. Dette kan eksempelvis bruges til automatisk udpakning og visning af pakkede tekstfiler.